# Українське наукове товариство
Украї́нське науко́ве товари́ство (УНТ) — засноване у 1907 у Києві з ініціативи професора Михайла Грушевського (і під його головуванням) за зразком Наукового Товариства імені Шевченка у Львові з метою організації наукової праці й її популяризації українською мовою.
Товариство мало секції: історичну, філологічну, природничо-технічну; медичну і статистичну комісії. У Товаристві співпрацювали всі українські вчені з Наддніпрянщини і деякі з Галичини.

## Видання
Товариство видавало:
- «Записки Українського Наукового Товариства» (1908–1918, 18 томів; редактор М. Грушевський, В. Перетц, М. Василенко), в яких з третього тому з'являлися тільки праці історичної і філологічної секцій;
- «Збірник» з працями інших секцій і Статистичної Комісії;
- тримісячний журнал «Україна» 1914 і 1917 років (1915 і 1916 вийшло 2 томи в Москві під назвою «Український Науковий збірник»).

У виданнях УНТ публіковано оригінальні праці й огляди, натомість лише рідко не опрацьовані джерельні матеріали.

### «Записки Українського Наукового Товариства»
Вийшло 18 книг. Починаючи з 3-ї книги — друкований орган історичної та філологічної секцій товариства. Інші секції випускали власні видання. Під час Першої світової війни видання «ЗУНТК» перенесено до Москви. Через цензурні утиски змінено назву. Протягом 1915–16 у Москві вийшло 2 випуски під назвою «Український науковий збірник» (кн. 16–17). У виданнях вміщували свої статті В. Антонович, М. Біляшівський, М. Василенко, М. Возняк, Б. Грінченко, І. Каманін, О. Левицький, В. Модзалевський, І. Огієнко, В. Перетц, І. Франко, В. Щербаківський та інші науковці. Публікувалися розвідки й матеріали з різних періодів історії України, етнографії, фольклористики, історії суспільно-політичної думки, мистецтва, лінгвістики, статистики. У 1924–1930 роках підзаголовок «ЗУНТК» друкувався на титулі декількох видань Історичної секції ВУАН за редакцією М. Грушевського.

## Ліквідація
УНТ перебувало в опозиції до АН України, яка підміняла діяльність товариства і, що особливо суперечило формам роботи УНТ, переходила на жорстку вертикаль в управлінні роботою, позаяк УНТ було самоврядним і включало низку таких самих самоврядних об'єднань (наприклад Орнітологічне товариство імені К. Кесслера).
Після створення Української академії наук діяльність УНТ зменшилася, а з 1921 року  воно увійшло до складу Української АН і його секції стали секціями відповідних відділів ВУАН.